# Żyłowo
Żyłowo (prononciation : [ʐɨˈwɔvɔ]) est un village polonais de la gmina de Stary Lubotyń dans le powiat d'Ostrów Mazowiecka de la voïvodie de Mazovie dans le centre-est de la Pologne.
Le village compte approximativement une population de 98 habitants.

## Histoire
De 1975 à 1998, le village appartenait administrativement à la voïvodie d'Ostrołęka.